# واتر سترتفرد (باكينجهامشير)
واتر سترتفرد (بالإنجليزية: Water Stratford)‏ هي قرية و أبرشية مدنية تقع في المملكة المتحدة في إنجلترا.  يقدر عدد سكانها بـ 112 نسمة .